# Golfe d'Aden

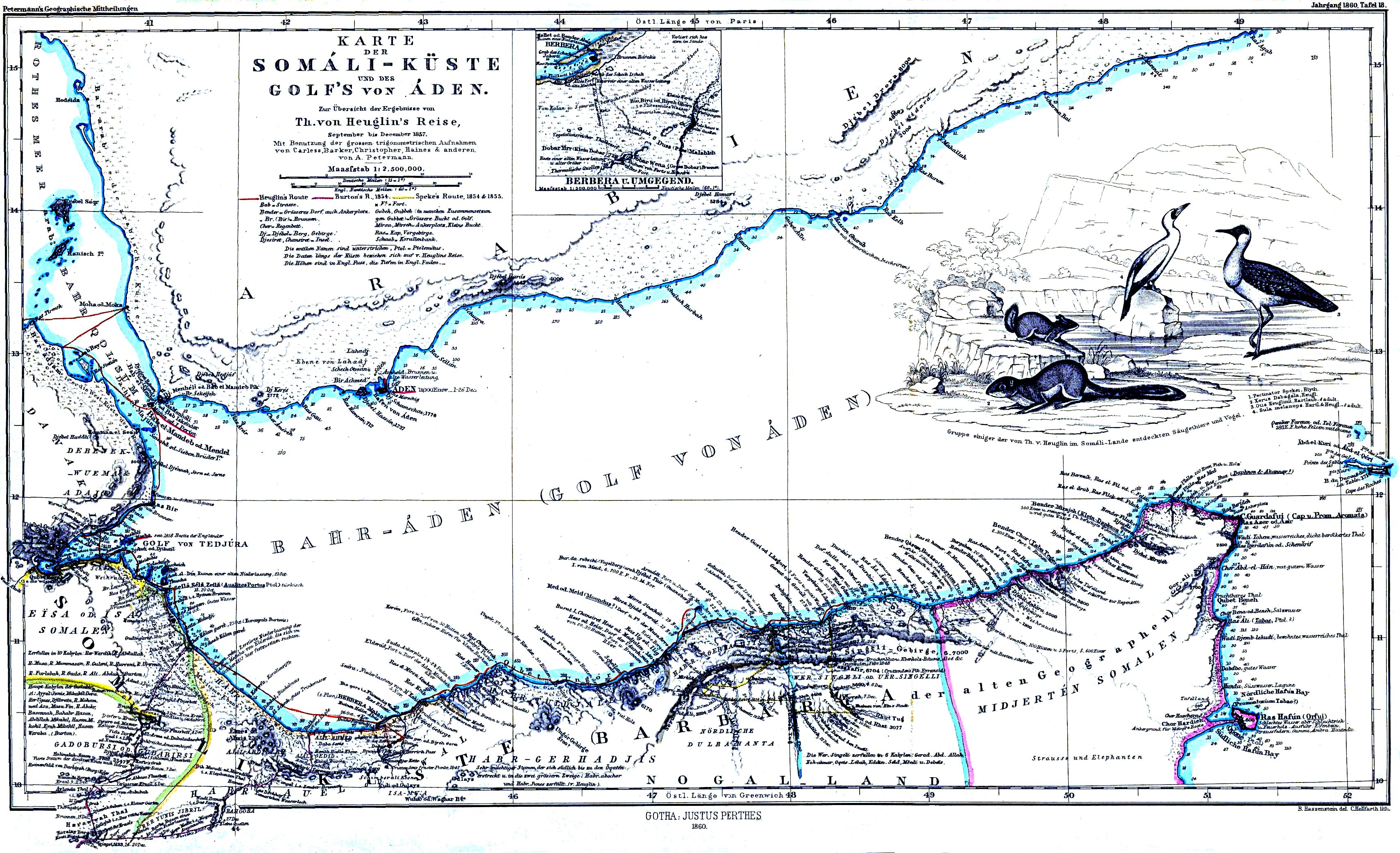
Carte allemande de 1860.

Le golfe d'Aden (autrefois connu sous le nom golfe de Berbera) est l'espace maritime situé entre la Corne de l'Afrique (Somalie) et la péninsule arabique (Yémen). Il sépare le continent africain du continent asiatique. Il relie la mer Rouge (au nord-ouest) et la mer d'Arabie (à l'est) par le détroit de Bab-el-Mandeb ; le méridien 51°17'12" passant par le gees Gwardafuy, en Somalie, marque sa limite orientale. Un petit archipel connu sous le nom d'îles des Sept Frères (ou îles Sawabi) se situe juste au sud du Bab-el-Mandeb. Le golfe de Tadjoura, au bord duquel a été édifiée la ville de Djibouti, constitue la partie occidentale du golfe d'Aden. Plus loin vers l'ouest, au-delà d'une étroite passe se trouve le Ghoubbet-el-Kharab, une baie du golfe de Tadjoura.

## Géographie

### Localisation
L'Organisation Hydrographique Internationale détermine les limites du golfe d'Aden de la façon suivante :
- au nord-ouest : une ligne joignant le Ra’s Ḩişn Murād (Ras Menheli) (12° 40′ 29″ N, 43° 30′ 17″ E) , au Yémen, et Siyyân (Ras Siyan) 12° 28′ 53″ N, 43° 18′ 54″ E), à Djibouti ;
- à l'est : le méridien du gees Gwardafuy (Ras Asir, 11° 50′ 05″ N, 51° 17′ 12″ E), en Somalie.

Sa longueur est d'environ 987 km pour une largeur variant de 233 km (Aden) à 375 km à son débouché sur la mer d'Arabie.
Il tire son nom du port yéménite d'Aden situé dans l'Ouest du golfe.

### Navigation maritime
Zone historique d'échange entre l'Arabie du Sud et l'Afrique de l'Est, le percement du canal de Suez en a fait une zone stratégique. Au milieu du golfe passe une importante voie de navigation maritime internationale entre l'Asie et l'Europe et une des principales voies d'exportation maritime du pétrole. Les navires naviguant dans le golfe doivent faire face à l'extension de la piraterie maritime qui sévit plus au sud au large des côtes de la Somalie depuis la désagrégation politique de la région à la fin des années 1990.
Le golfe d'Aden est aussi une voie de passage vers le Yémen pour de nombreux migrants. En 2008, plus de 50 000 personnes ont ainsi traversé le golfe d'Aden vers le Yémen, selon le HCR, contre 29 500 en 2007. Sur ces 50 000 migrants, au moins 590 personnes se sont noyées et quelque 359 autres ont été portées disparues.
Le journaliste-documentariste Daniel Grandclément a réalisé sur ce sujet un reportage qui lui a valu le prix FIGRA en 2008 : Les Martyrs du golfe d'Aden.
Le golfe d'Aden est également connu comme étant l'un des hauts lieux de la piraterie.
Un pétrolier abandonné coule en juillet 2021, générant une nappe de pétrole dans le golfe d'Aden. Une dizaine d'autres bateaux en piètre état sont encore stationnés dans les ports d'Aden, pouvant représenter une menace pour l’environnement.